# After Eight

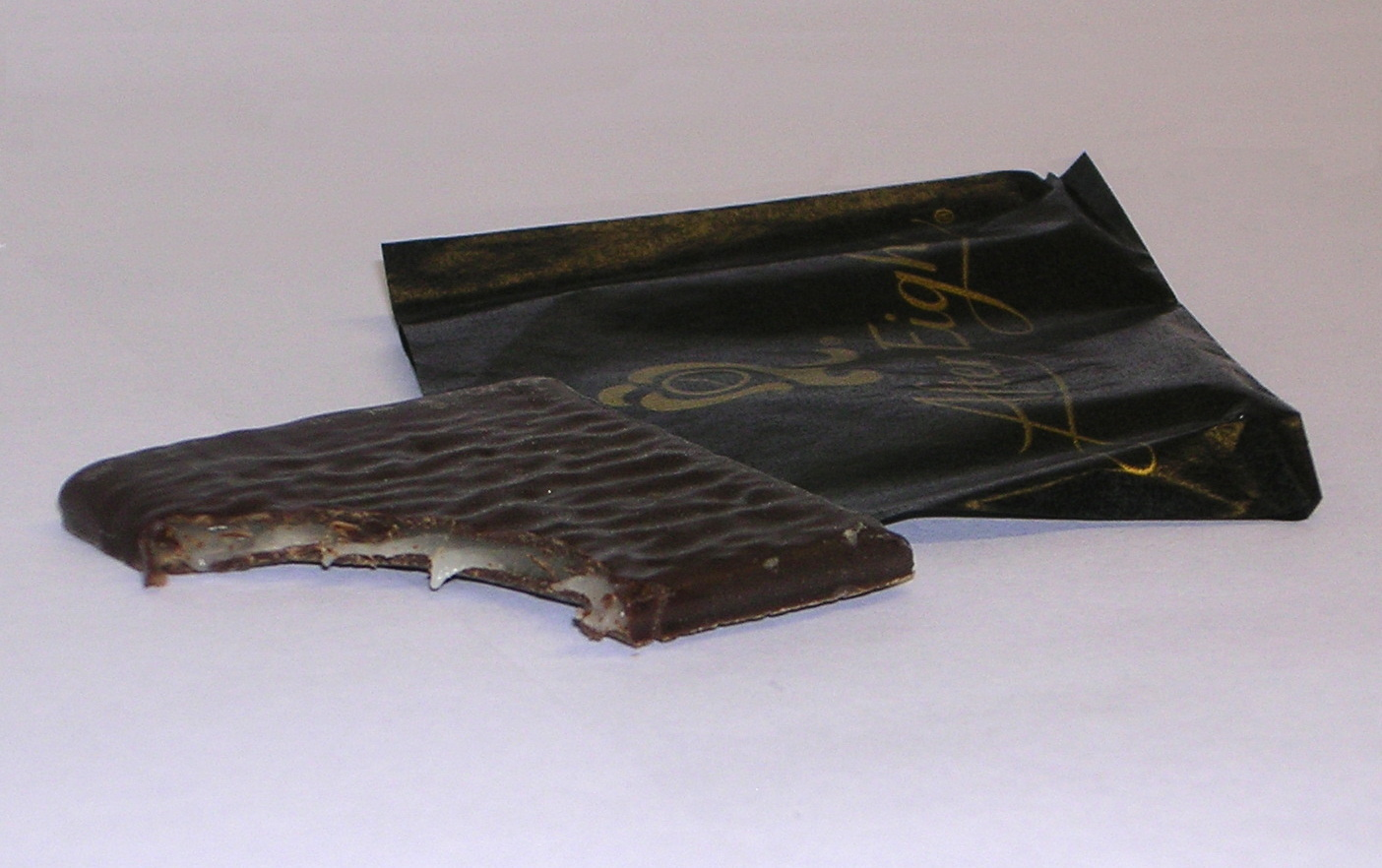
En After Eight med omslaget i bakgrunden.

After Eight är en chokladprodukt bestående av tunna kvadratiska bitar av choklad med mintfyllning. Varumärket After Eight ägs av Nestlé.
After Eight lanserades 1962. Fram till 1988 såldes After Eight i Sverige av Rowntree Mackintosh. Nestlé tog över produktionen 1988, i samband med att den schweiziska konfektyrtillverkaren köpte sin brittiska konkurrent Rowntree's.
Produktlogotypen föreställer ett ur där visarna pekar på några minuter över åtta.

## Varianter
- After eight - mintfylld mjölkchoklad
- After eight - mintfylld med gin tonicsmak. (limited edition)
- After eight dark - mintfylld mörk choklad
- After eight irish cream - mjölkchoklad fylld med kräm med smak av Irish Cream
- After eight kaka - mörk choklad (70 procent) med en kärna av mintkräm
- After eight any time - pepparmyntspastiller med mörkt chokladöverdrag
- After eight bag - mörk choklad med kärna av mintkräm. Säljs i påse.

- Extra mörk choklad med mintkaffesmak. Har tidigare funnits i andra länder.
- Vit choklad. Har tidigare funnits i andra länder.